# Roland Garros 2018 (rolstoelvrouwendubbel)
Op Roland Garros 2018 speelden de rolstoelvrouwen de wedstrijden in het dubbelspel op vrijdag 8 en zaterdag 9 juni 2018 in het Roland-Garrosstadion in het 16e arrondissement van Parijs.

## Toernooisamenvatting
De als eerste geplaatste titelverdedigsters Marjolein Buis (Nederland) en Yui Kamiji (Japan) bereikten de finale.
Het als tweede geplaatste Nederlandse duo Diede de Groot en Aniek van Koot won het toernooi. In de finale versloegen zij de titelverdedigsters in twee sets. Het koppel De Groot / Van Koot won niet eerder dubbelspeltitels – wel speelden zij samen in het Nederlandse team dat een week eerder de World Team Cup won, die in 2018 in Apeldoorn werd gehouden.

## Geplaatste teams
| Nr. | Team                          | Resultaat   | Uitgeschakeld door            |
| --- | ----------------------------- | ----------- | ----------------------------- |
| 1.  | Marjolein Buis Yui Kamiji     | finale      | Diede de Groot Aniek van Koot |
| 2.  | Diede de Groot Aniek van Koot | winnaressen | winnaressen                   |

## Toernooischema
| Legenda | Legenda                  |
| ------- | ------------------------ |
| Q       | Qualifier                |
| WC      | Deelname via wildcard    |
| LL      | Lucky Loser              |
| r       | Opgave / trok zich terug |
| w/o     | Walk-over                |
| Alt     | Alternate                |
| SE      | Special Exempt           |
| PR      | Protected Ranking        |
| d       | Diskwalificatie          |

|  | eerste ronde | eerste ronde                       | eerste ronde                  | eerste ronde | eerste ronde |                                    |   | finale | finale | finale | finale | finale |
|  |              |                                    |                               |              |              |                                    |   |        |        |        |        |        |
|  | 1            | Marjolein Buis Yui Kamiji          | 6                             | 7            |              |                                    |   |        |        |        |        |        |
|  |              | Sabine Ellerbrock Katharina Krüger | 4                             | 61           |              |                                    |   |        |        |        |        |        |
|  |              | Sabine Ellerbrock Katharina Krüger | 4                             | 61           | 1            | Marjolein Buis Yui Kamiji          | 1 | 3      |        |        |        |        |
|  |              |                                    |                               |              |              | Marjolein Buis Yui Kamiji          | 1 | 3      |        |        |        |        |
|  |              | 2                                  | Diede de Groot Aniek van Koot | 6            | 6            |                                    |   |        |        |        |        |        |
|  |              | 2                                  | Diede de Groot Aniek van Koot | 6            | 6            | Charlotte Famin Kgothatso Montjane | 0 | 0      |        |        |        |        |
|  |              |                                    |                               |              |              | Charlotte Famin Kgothatso Montjane | 0 | 0      |        |        |        |        |
|  | 2            | Diede de Groot Aniek van Koot      | 6                             | 6            |              |                                    |   |        |        |        |        |        |